# Де-Ламер (Північна Дакота)
Де-Ламер (англ. De Lamere) — переписна місцевість (CDP) в США, в окрузі Сарджент штату Північна Дакота. Населення — 25 осіб (2020).

## Географія
Де-Ламер розташований за координатами 46°16′1″ пн. ш. 97°20′0″ зх. д. / 46.26694° пн. ш. 97.33333° зх. д. (46.266824, -97.333318).  За даними Бюро перепису населення США в 2010 році переписна місцевість мала площу 0,68 км², уся площа — суходіл.

## Демографія
Згідно з переписом 2010 року, у переписній місцевості мешкало 30 осіб у 12 домогосподарствах у складі 8 родин. Густота населення становила 44 особи/км².  Було 14 помешкання (21/км²).
Расовий склад населення:
| - 93,3 % — білих - 3,3 % — азіатів |

До двох чи більше рас належало 3,3 %. Частка іспаномовних становила 13,3 % від усіх жителів.
За віковим діапазоном населення розподілялося таким чином: 23,3 % — особи молодші 18 років, 56,7 % — особи у віці 18—64 років, 20,0 % — особи у віці 65 років та старші. Медіана віку мешканця становила 41,5 року. На 100 осіб жіночої статі у переписній місцевості припадало 172,7 чоловіків;  на 100 жінок у віці від 18 років та старших — 187,5 чоловіків також старших 18 років.
Середній дохід на одне домашнє господарство  становив 71 438 доларів США (медіана — 39 688), а середній дохід на одну сім'ю — 90 410 доларів (медіана — 45 833). За межею бідності перебувало 10,0 % осіб, у тому числі 0,0 % дітей у віці до 18 років та 0,0 % осіб у віці 65 років та старших.
Цивільне працевлаштоване населення становило 6 осіб. Основні галузі зайнятості: освіта, охорона здоров'я та соціальна допомога — 50,0 %, сільське господарство, лісництво, риболовля — 50,0 %.